# Otohime
Otohime ("strålande juvel") eller Toyo-Tama var en gudinna i japansk mytologi. 
Dotter till havsguden Ryujin, maka till Hoori.
Efter att ha fött en son förvandlade hon sig till en drake.